# Called Out in the Dark
"Called Out in the Dark" là một ca khúc trình diễn bởi nhóm nhạc alternative rock Bắc Ireland Snow Patrol. Ca khúc là đĩa đơn đầu tiên trích từ album phòng thu thứ sáu của nhóm, Fallen Empires và được phát hành ở hai dạng gồm đĩa đơn và đĩa EP, cùng 3 ca khúc mới, trong đó có ca khúc chủ đề của album và hai ca khúc tặng kèm.

## Video âm nhạc
Video âm nhạc cho "Called Out in the Dark" được phát hành trên YouTube vào ngày 17 tháng 8 năm 2011 với thời lượng dài 4 phút 25 giây, với sự góp mặt của Tara Summers và Jack Davenport.

## Danh sách ca khúc
| Tải kỹ thuật số ở Anh | Tải kỹ thuật số ở Anh    | Tải kỹ thuật số ở Anh |
| STT                   | Nhan đề                  | Thời lượng            |
| --------------------- | ------------------------ | --------------------- |
| 1.                    | "Called Out in the Dark" | 4:03                  |
| 2.                    | "Fallen Empires"         | 5:20                  |
| 3.                    | "My Brothers"            | 3:32                  |
| 4.                    | "I'm Ready"              | 3:23                  |

| Đĩa đơn CD 2 ca khúc tại Đức | Đĩa đơn CD 2 ca khúc tại Đức | Đĩa đơn CD 2 ca khúc tại Đức |
| STT                          | Nhan đề                      | Thời lượng                   |
| ---------------------------- | ---------------------------- | ---------------------------- |
| 1.                           | "Called Out in the Dark"     | 4:03                         |
| 3.                           | "My Brothers"                | 3:32                         |

| Đĩa đơn CD quảng bá 2 ca khúc ở Anh | Đĩa đơn CD quảng bá 2 ca khúc ở Anh                    | Đĩa đơn CD quảng bá 2 ca khúc ở Anh |
| STT                                 | Nhan đề                                                | Thời lượng                          |
| ----------------------------------- | ------------------------------------------------------ | ----------------------------------- |
| 1.                                  | "Called Out in the Dark (Bản phối của đài phát thanh)" | 3:32                                |
| 3.                                  | "Called Out in the Dark (Nhạc nền)"                    | 4:02                                |

## Xếp hạng
| Bảng xếp hạng (2011-12)            | Vị trí |
| ---------------------------------- | ------ |
| Áo (Ö3 Austria Top 40)             | 23     |
| Bỉ (Ultratop 50 Flanders)          | 7      |
| Bỉ (Ultratop 50 Wallonia)          | 10     |
| Canada (Canadian Hot 100)          | 70     |
| Đan Mạch (Tracklisten)             | 35     |
| Phần Lan (Suomen virallinen lista) | 20     |
| Đức (GfK)                          | 15     |
| Hungary (Rádiós Top 40)            | 30     |
| Ireland (IRMA)                     | 5      |
| Hà Lan (Dutch Top 40)              | 10     |
| New Zealand (Recorded Music NZ)    | 35     |
| Scotland (OCC)                     | 8      |
| Thụy Sĩ (Schweizer Hitparade)      | 11     |
| Anh Quốc (OCC)                     | 11     |
| US Billboard Hot 100               | 78     |
| US Adult Pop Songs (Billboard)     | 19     |
| US Rock Songs (Billboard)          | 38     |

### Bảng xếp hạng cuối năm
| Bảng xếp hạng (2011) | Vị trí |
| -------------------- | ------ |
| German Singles Chart | 74     |

## Lịch sử phát hành
| Quốc gia       | Ngày phát hành          | Định dạng       | Hãng đĩa        |
| -------------- | ----------------------- | --------------- | --------------- |
| Vương Quốc Anh | ngày 2 tháng 9 năm 2011 | Tải kỹ thuật số | Polydor Records |